# Blablá
Blablá o blabla o bla bla designa al habla o escritura que parece tener significado pero en realidad carece de él. Corresponde a lo que en inglés se denomina gibberish o gobbledygook. También puede aplicarse a la jerga técnica u otra forma de comunicación que, aunque carece de sentido por el oyente o lector, lo tiene para el iniciado en el tema. Según el Diccionario de la Real Academia, en Chile, El Salvador y México designa a un discurso largo y sin sustancia, a veces con tonterías o desatinos, pero su uso está muy generalizado en toda Hispanoamérica.Bla bla es una palabra para simplificar frases sin importancia general.por ejemplo *estuve haciendo tacos muchos tacos y bla bla bla mucha historia por ahora* esto es un ejemplo 